# Ovídio Manuel Barbosa Pequeno
Ovídio Manuel Barbosa Pequeno (nacido el 5 de noviembre de 1954) es un político de Santo Tomé y Príncipe. Fue Ministro de Relaciones Exteriores de su país desde el 30 de marzo del 2004 hasta el 16 de enero del 2006.
| Predecesor: Óscar Sousa | Ministro de Relaciones Exteriores de Santo Tomé y Príncipe 2004 - 2006 | Sucesor: Óscar Sousa |

- Datos: Q3358982